# Cases Milà i Escolà
Les Cases Milà i Escolà són edificis del municipi de Mataró (Maresme) que formen part de l'Inventari del Patrimoni Arquitectònic de Catalunya.

## Descripció
És un edifici civil, una construcció del segle xvi amb reformes importants del segle xvii. Consta de planta baixa, dos pisos està cobert a una sola vessant. La façana no forma una línia recta, sinó que està escairada. La planta baixa ha estat reformada per tal d'adaptar-se a les necessitats actuals. A la façana destaca un finestral gòtic geminat, sense columneta, amb la llinda molt treballada en forma d'arcs conopials lobulats, la línia d'impostes amb motius vegetals i un àngel central, i els brancals i el llindar amb motllures. Sota aquest finestral hi ha una espitllera. L'arrebossat del mur, restaurat, perfila les formes clàssiques del segle xvii, realitzades amb lliscat de calç.

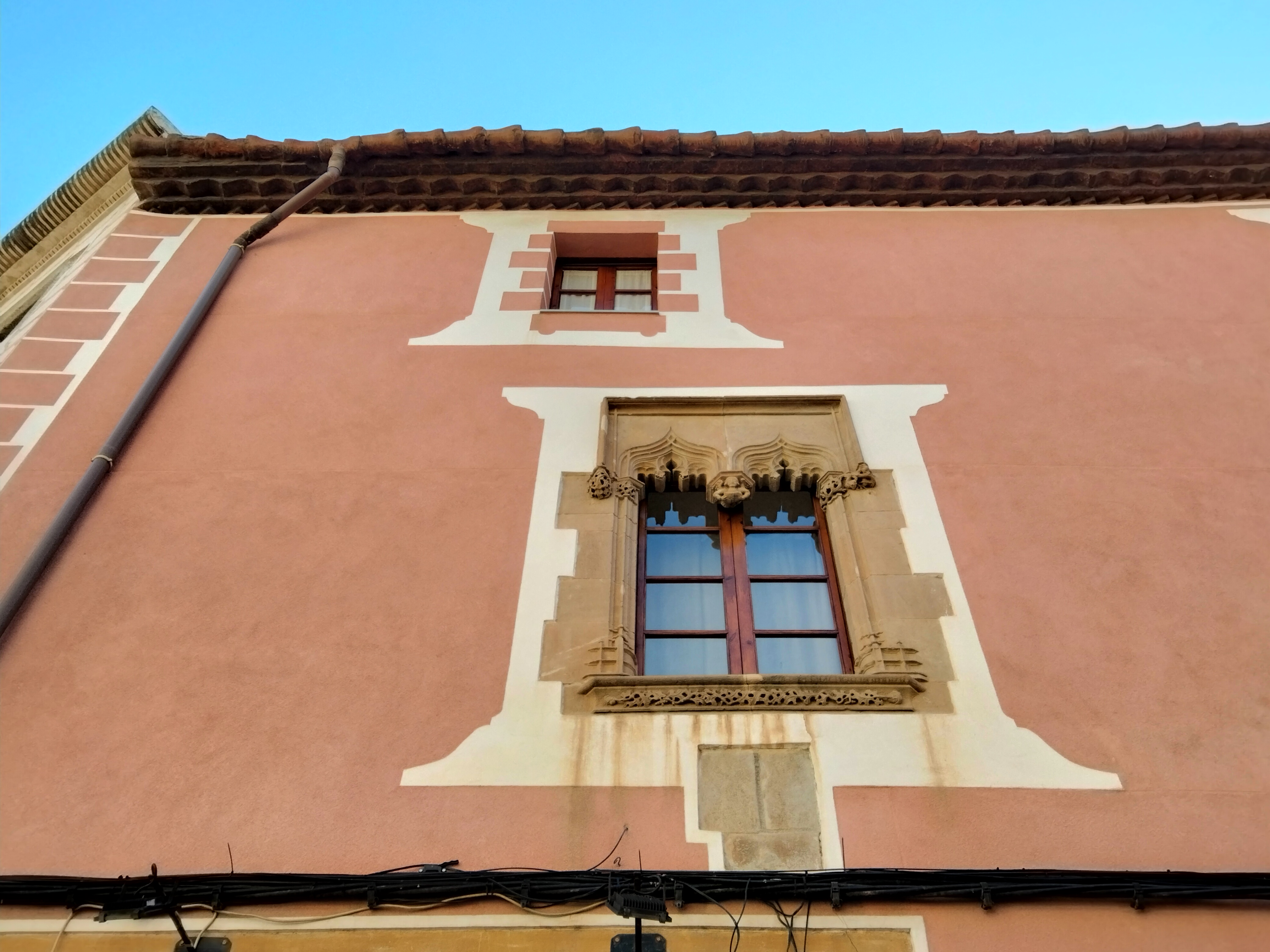
Finestral gòtic geminat

L'any 1940 hi hagué una important reforma a càrrec de l'arquitecte Antoni Pineda i Gualba.